# Klaus-Peter Puls
Klaus-Peter Puls (* 13. Januar 1943 in Reinbek) ist ein deutscher Politiker (ehemals SPD).

## Leben und Beruf
Nach dem Abitur 1962 an der Sachsenwaldschule Reinbek absolvierte Puls ein Studium der Volkswirtschaftslehre und der Rechtswissenschaft an der Universität Hamburg, das er als Diplom-Volkswirt und mit dem ersten juristischen Staatsexamen beendete. Nach der Ableistung des Referendariats bestand er auch das zweite Staatsexamen und war danach bis 2004 als Rechtsanwalt und Notar in Reinbek tätig. Klaus-Peter Puls ist verheiratet.

## Partei
Puls trat 1969 in die SPD ein. Er war von 2006 bis zum Januar 2012 Vorsitzender des SPD-Ortsvereins Reinbek.
Wegen einer nicht einheitlichen Abstimmung der Reinbeker SPD-Stadtverordneten über die Frage eines Neubaus für die Reinbeker Freiwillige Feuerwehr legte Puls im Januar 2012 alle politischen Ämter und sein Mandat in der Reinbeker Stadtverordnetenversammlung nieder. Am 25. März 2013 erklärten Puls und seine Frau ihren Austritt aus der SPD.

## Abgeordneter
Von 1974 bis 1997 und von 2008 bis Januar 2012 sowie erneut seit Mai 2013 gehört er der Stadtverordnetenversammlung von Reinbek an.
Von 1992 bis 2009 war Puls Mitglied des Landtages von Schleswig-Holstein. Hier war er von 1997 bis 2000 Vorsitzender des Sonderausschusses „Verfassungsreform“, von 1998 bis 2000 stellvertretender Vorsitzender des Innen- und Rechtsausschusses und von 2000 bis 2001 Vorsitzender der Enquêtekommission „Finanzbeziehungen zwischen Land und Kommunen sowie Kommunen untereinander“. Von 1996 bis 2009 war Puls innen- und rechtspolitischer Sprecher der SPD-Landtagsfraktion.
Klaus-Peter Puls zog stets als direkt gewählter Abgeordneter des Wahlkreises Reinbek in den Landtag ein. Bei der Landtagswahl 2005 erreichte er hier 44,0 % der Erststimmen. Als sein Nachfolger im Wahlkreis kandidierte Martin Habersaat, der jedoch dem CDU-Kandidaten unterlag und allerdings über die Liste in den Landtag einziehen konnte.
Bei der Kommunalwahl am 26. Mai 2013 trat er nach seinem Austritt aus der SPD als parteiloser Einzelbewerber im Reinbeker Wahlbezirk 13 an, erreichte in diesem Bezirk mit 23,0 % die meisten Stimmen aller Bewerber und zog erneut in die Stadtverordnetenversammlung ein.

## Öffentliche Ämter
Von 1986 bis 1994 war Puls stellvertretender Bürgermeister von Reinbek. Von 2008 bis Januar 2012 war er stellvertretender Bürgervorsteher in Reinbek.

## Ehrungen
Im Jahr 1990 erhielt Klaus-Peter Puls die Freiherr-vom-Stein-Gedenkmedaille des Landes Schleswig-Holstein für besondere kommunalpolitische Verdienste.